# Iàsnaia Poliana

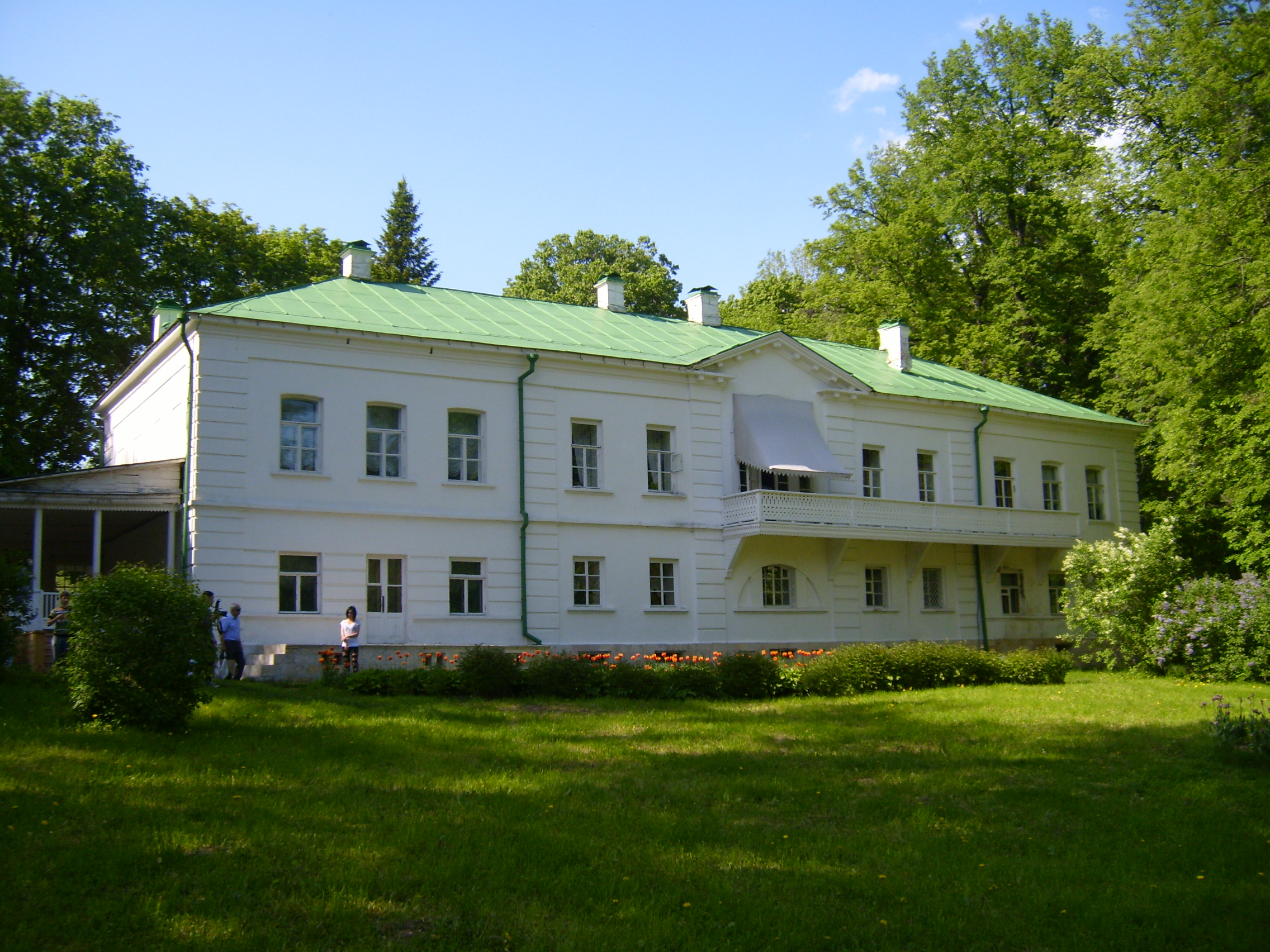
Casa de Lleó Tolstoi a Iàsnaia Poliana.

Iàsnaia Poliana (en rus: Я́сная Поля́на, literalment: "claror brillant") va ser la casa de l'escriptor Lev Tolstoi, on va néixer, hi va escriure Guerra i Pau i Anna Karènina, i on és enterrat. Tolstoi va dir de Iàsnaia Poliana la seva "inaccessible fortalesa literària". Es troba a 12 km al sud-oest de la ciutat de Tula, Rússia i a 200 km de Moscou.
El juny de 1921 aquesta finca va ser nacionalitzada pels soviètics i va esdevenir el seu museu memorial. Primer va ser dirigit per la filla de l'escriptor Aleksandra Tolstaia. Actualment la dirigeix Vladímir Tolstoi. El museu conté efectes personals de Tolstoi i també una biblioteca amb 22.000 volums. El museu estatal conté la mansió de l'escriptor, l'escola que ell fundà per a fills de camperols i un parc on es troba la seva tomba.

## Història
La finca de Iàsnaia Poliana va pertànyer originàriament a la família Kàrtsev. A finals del segle xviii la va comprar el príncep Nikolai Volkonski, l'avi de l'escriptor.
La casa passà de Nikolai Volkonski a la seva filla, Maria Nikolàievna, la mare de Lev Tolstoi. El marit d'ella, Nikolai Ilitx Tolstoi, un veterà de la guerra contra Napoleó el 1812, construí la casa de 32 habitacions i engrandí el parc.

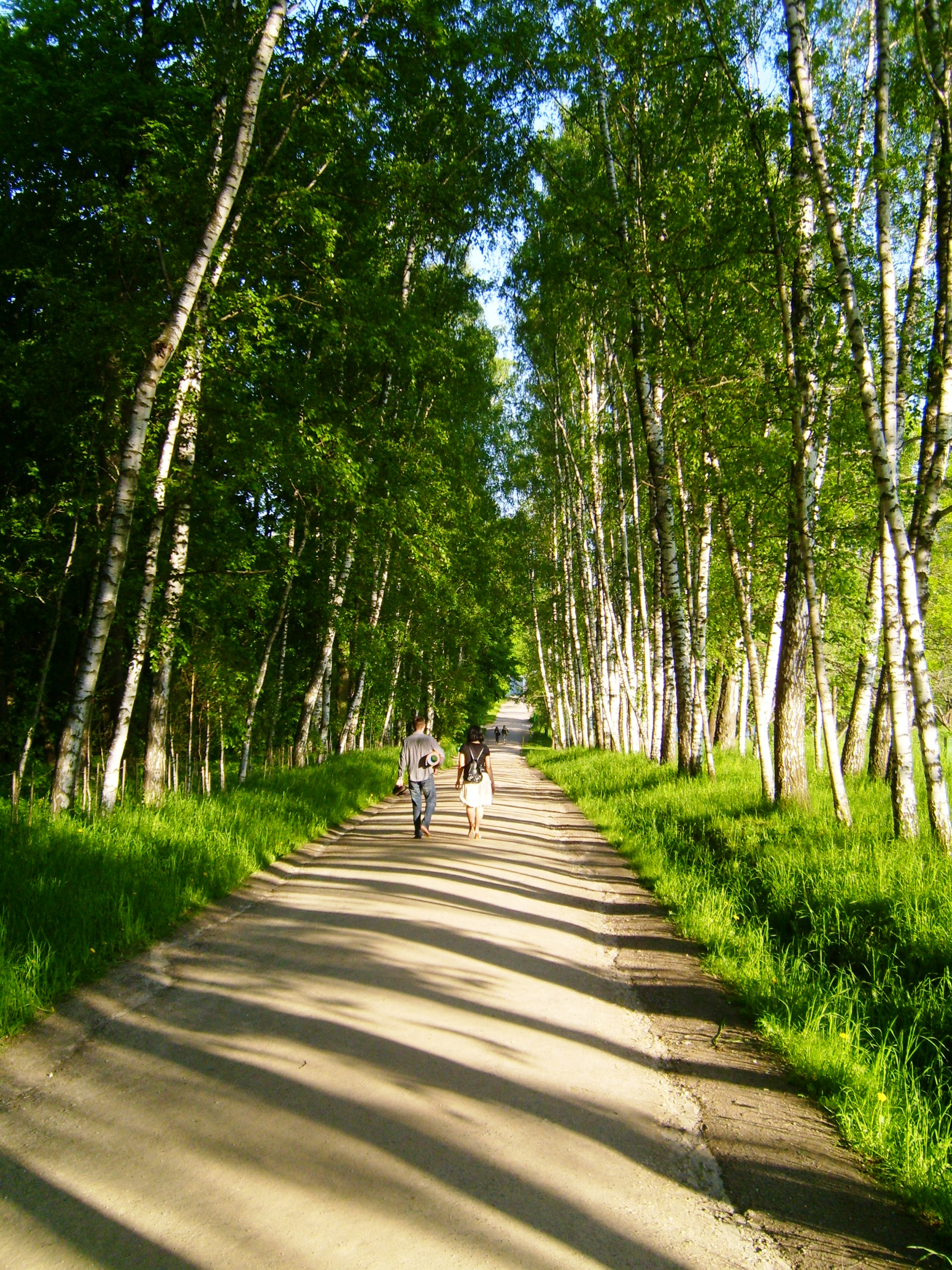
Avinguda amb bedolls de Iàsnaia Poliana a la casa de Tolstoi

Lev Tolstoi va néixer el 1828 a una casa, actualment demolida, de Iàsnaia Poliana. Com que els seus pares moriren quan ell era molt jove va ser criat pels seus parents. El 1856, després d'acabar el seu servei militar, s'establí a la casa i hi va portar la seva esposa el 1862.
Quan Tolstoi hi vivia la finca feia 1.600 hectàrees amb el bosc original i una sèrie de basses a diferents nivells. Uns 350 camperols hi vivien.
Els esborranys de Guerra i Pau i Anna Karenina es conserven i ara es troben al Museu Rumiàntsev de Moscou.
Durant la Segona Guerra Mundial aquesta finca va ser ocupada pels nazis per un breu període (45 dies).